# 주례역
주례역(Jurye station, 周禮驛)은 대한민국 부산광역시 사상구 주례동에 있는 부산 도시철도 2호선의 지하철역이다. 인근에 가야선 주례역이 있으나, 가야선의 역은 현재 영업을 하지 않는다. 부산보훈병원이 역 인근에 있다.

## 역명 유래
역사(驛舍)가 위치한 주례동의 지명에서 유래한다. 예전에 농지가 있던 곳에서 풍악을 울리면서 마을 사람들이 공동으로 일한 곳에서 두레라는 말을 한자어로 표기한 주례를 동리명으로 풀이한다.
또한 주례 지역이 동평현에서 서쪽으로 돌아나오는 곳으로 "두루", 낙동강변의 변두리 "두리", 동평현에서 주례로 나와야 넓은 터를 볼 수 있다는 "드르"라는 고유어에서 각각 주례로 변했다는 풀이도 있다.

## 역사
- 1999년 6월 30일 : 부산 도시철도 2호선 개통과 함께 영업 개시

## 역 구조
승강장은 2면 2선식 상대식 승강장으로 운영된다. 스크린도어가 설치되어 있다. 개찰구가 승강장별로 분리되어 있어 개표하지 않고서는 반대편 승강장으로 건너갈 수 없다.

### 승강장
| 냉정 ↑ |
| \| 상  |
| ↓ 감전 |

| 상행 | ● 부산 도시철도 2호선 | 서면·대연·금련산·장산 방면 |
| 하행 | ● 부산 도시철도 2호선 | 사상·덕천·호포·양산 방면   |

## 역 주변
역 주변에는 한국보훈복지공단, 경향신문 사옥, 부산구치소 등이 있다.
- 동주초등학교
- 동주중학교
- 삼선병원
- 주례2동
- 주감초등학교
- 부산보훈병원
- 주례럭키APT
- 가야선 주례역
- 부산구치소
- 사상전화국
- 경향신문 사옥
- 주례동 우체국
- 주례1동 행정복지센터

## 승차량 변동
| 역 노선 | 승차 인원 | 승차 인원 | 승차 인원 | 승차 인원 | 승차 인원 | 승차 인원 | 승차 인원 | 승차 인원 | 승차 인원 | 승차 인원 | 승차 인원 | 승차 인원 | 승차 인원 | 승차 인원 | 주 석 |
| 역 노선 | 2002년    | 2003년    | 2004년    | 2005년    | 2006년    | 2007년    | 2008년    | 2009년    | 2010년    | 2011년    | 2012년    | 2013년    | 2014년    | 2015년    | 주 석 |
| ------- | --------- | --------- | --------- | --------- | --------- | --------- | --------- | --------- | --------- | --------- | --------- | --------- | --------- | --------- | ----- |
| 2호선   | 8818      | 8421      | 7892      | 7566      | 6896      | 6454      | 6933      | 7015      | 7294      | 7844      | 7969      | 8025      | 8111      | 7929      | [ 1 ] |

## 인접한 역
| 부산 도시철도 2호선 | 부산 도시철도 2호선   | 부산 도시철도 2호선 |
| ------------------- | --------------------- | ------------------- |
| 224 냉정 장산 방면  | ● 부산 도시철도 2호선 | 226 감전 양산 방면  |